# Hemichela micrasterias
Hemichela micrasterias är en havsspindelart som beskrevs av Stock, J.H. 1954. Hemichela micrasterias ingår i släktet Hemichela och familjen Ammotheidae. Inga underarter finns listade i Catalogue of Life.